# Churton By Farndon
Churton By Farndon var en civil parish 1866–2015 när det uppgick i Churton, i distriktet Cheshire West and Chester, i Storbritannien. Det ligger i grevskapet Cheshire och riksdelen England, i den södra delen av landet, 250 km nordväst om huvudstaden London. Civil parish hade 153 invånare år 2011.